# 羅希茲內 (比洛皮利亞市鎮)
51°15′21″N 34°26′55″E / 51.25583°N 34.44861°E
羅希茲內（烏克蘭語：Рогізне）是位於烏克蘭東北部的村莊，由蘇梅州蘇梅區的比洛皮利亞市鎮負責管轄。該村距離沃爾菲內和涅斯庫奇涅1公里，海拔高度180米，2001年人口27。